# Pierre Sebilleau
Pierre Sebilleau, né à Nantes 16 septembre 1912, mort le 6 novembre 1976 à Zrenjanin, est un diplomate français.

## Biographie

### Jeunesse et études
Licencié ès lettres, docteur en droit (1937) et diplômé de l'École libre des sciences politiques, il est reçu au concours des Affaires étrangères en 1938.

### Parcours professionnel
Attaché à l'ambassade de Varsovie lors de l'invasion de la Pologne par l'Allemagne, il intègre le service de presse du ministère des Affaires étrangères.
Entre septembre 1940 à juillet 1941, il est chef adjoint du cabinet civil du maréchal Philippe Pétain, puis est nommé à la Commission allemande d'armistice (1941) et à la délégation française pour les affaires économiques (1943). Il reçoit pour ses activités clandestines la médaille de la Résistance.
Après la libération, Pierre Sebilleau est nommé au département Europe du Quai d'Orsay. Premier secrétaire à Rome à partir de 1946, il en devient deuxième conseiller puis premier conseiller en 1952. En 1955, il devient chef du service des accords bilatéraux, puis il est chargé des affaires d'Afrique-Levant (1957), poste auquel il doit gérer les conséquences de l'expédition de Suez
Il est successivement nommé ambassadeur de France en Libye en 1960, en Syrie en 1962, où l'ambassade de France était fermée depuis 1956, au Brésil en juin 1964. Gravement malade, il doit mettre fin à ses fonctions. Il est en poste à Copenhague à partir de 1966, puis à Belgrade de 1970 à sa mort, causée par une balle, accidentellement tirée par Alexander Otto, ambassadeur d'Autriche, au cours d'une partie de chasse organisée par le ministre yougoslave des affaires étrangères, M. Minitch, dans les environs de Zrenjanin.

## Ouvrages
Il a tiré plusieurs ouvrages de ses expériences professionnelles : 
- Le Canada et la doctrine de Monroe,
- L'Italie et ses contrastes, 1961
- La Sicile, 1966 (Prix des critiques touristiques, 1967).